# Yi Xing
Pour la ville de la province du Jiangsu en Chine, voir Yixing.
Yi Xing (chinois : 一行 ; pinyin : Yī Xíng ; Wade : I-Hsing), né Zhang Sui (chinois traditionnel : 張遂), un astronome, mathématicien, ingénieur et moine bouddhiste chinois ayant vécu durant la Dynastie Tang. il met au point la première horloge à échappement chinoise en 725, en combinant une clepsydre et une roue à aubes, pour alimenter une sphère armillaire rotative.

## Science et technologie

### Observations terrestres et astronomiques
Au début du VIIIe siècle, la Cour Impériale des Tang donne à Yi Xing la charge de procéder à des observations terrestres et astronomiques. Ces observations ont de nombreuses finalités, car il doit :
- obtenir de nouvelles données astronomiques qui doivent aider à prévoir les éclipses solaires[1] ;
- corriger les failles du calendrier lunaire utilisé à l'époque, afin qu'un nouveau calendrier mis à jour soit utilisé à la place[1] ;
- déterminer la mesure de la longueur de l'arc de méridien[1], pour mettre fin aux confusions créées par la pratique alors en vigueur qui consistait à utiliser la différence entre les longueurs de deux ombres observées en même temps à deux endroits différents pour déterminer la distance au sol entre eux[1]

Concernant la mesure de l'arc de méridien, il convient de noter que la méthode avec les ombres est la même que celle utilisée par le savant grec Ératosthène (276-196 av. J.-C.).
Pour mener à bien sa mission, Yi Xing dispose de treize sites d'essai établis dans tout l'Empire, et s'étendant de Jiaozhou en Annam, à la latitude 17°N, jusqu'à la région située immédiatement au sud du lac Baïkal, à la latitude 50°N. On procède à trois observations sur chaque site : une pour la hauteur de Polaris, une pour les longueurs d'ombre en été et une pour les longueurs d'ombre de l'hiver. Les latitudes ont été calculées à partir de ces données, tandis que celui de la longueur d'un degré de méridien était assez précis par rapport aux calculs modernes. Yi Xing a compris les variations dans la longueur d'un degré de méridien, et a critiqué les chercheurs précédents qui prenaient une estimation pour les longueurs d'ombre et l'utilisaient durant toute l'année, hiver comme été.
Grâce à la sphère armillaire qu'il a construite, il calcule les coordonnées de corps célestes et trouve la distance polaire de 28 étoiles du Zodiaque. Et en comparant ses résultats aux résultats de prédécesseurs et aux sources notoires il déduit que certaines étoiles de la constellation du Sagittaire avaient modifié leur position. Il émet alors l’hypothèse d’un mouvement propre aux étoiles, mouvement qui ne sera découvert que plus d'un millénaire après sa mort.

### Horloge à échappement et sphère armillaire
De son vivant, Yi Xing était déjà célèbre pour son génie; un de ses exploits mathématiques étant d'avoir calculé le nombre de positions possibles sur un plateau de jeu de Go, malgré les difficultés qu'il a rencontrées parce qu’il n'avait pas de symbole a sa disposition pour représenter le chiffre zéro. Avec son associé Liang Lingzan, un fonctionnaire de la Cour Impériale, il est surtout connu pour avoir créé la plus ancienne horloge à échappement chinoise connue, pour faire se mouvoir une sphère armillaire rotative grâce à un mécanisme alimenté par l'eau. Cependant, il ne faut pas oublier qu'Yi Xing s’appuie sur les découvertes et les réalisations des ingénieurs mécaniciens chinois précédents pour développer ses propres créations. Parmi ceux dont les travaux ont inspiré Ying, on trouve l'homme d'État et spécialiste des engrenages Zhang Heng (78 – 139) de la dynastie Han, le tout aussi brillant ingénieur Ma Jun (200 – 265) de la période des trois royaumes, et le taoïste Li Lan (c. 450) de la période des Dynasties du Nord et du Sud.
Zhang Heng a été le premier à utiliser un système hydraulique, impliquant une roue à aubes et une clepsydre, pour actionner mécaniquement une sphère armillaire rotative. Dans ce mécanisme, l'eau qui s'écoule lentement de la clepsydre fait tourner la roue à aubes, qui elle-même met en mouvement une patte qui fait tourner des engrenages dentés implantés sur un axe polaire. Grâce à ce mouvement lent et calculé, la sphère armillaire tourne en fonction des mouvements des planètes et des étoiles, tels qu'ils avaient été observé à l'époque. Ma Jun, lui, a intégré des vérins horizontaux dans ses mécanismes et crée divers jouets mécaniques activés par des roues hydrauliques. Enfin, le taoïste Li Lan était un expert dans l'usage des clepsydres et a créé des systèmes de balance pour peser l'eau qui est utilisée dans le réservoir de la clepsydre. Toutes ces expériences des siècles précédents furent une source d'inspiration pour Xing. C'est donc comme ses prédécesseurs, et comme certains de ses successeurs, (C.F la tour horloge de Su Song), qu'Yi Xing s'est tourné vers la puissance hydraulique pour faire fonctionner et tourner sa sphère armillaire. Voici ce que dit, en anglais, l'historien Joseph Needham :

« When the first escapement came, in +725 (AD), I-Hsing and Liang Ling-tsan arranged for two jacks to strike the hours, standing on the horizon surface of their sphere or globe. »

En ce qui concerne l'usage du mercure au lieu de l'eau, le premier à utiliser du mercure liquide pour actionner une sphère armillaire est Zhang Sixun, en l'an 979. Il a l'idée de procéder à ce changement, car, contrairement à l'eau, le mercure ne gèle pas pendant l'hiver,. À l'époque de la dynastie Song, la période durant laquelle vit Sixun, le texte du Song Shi (960–1279) évoque Yi Xing et la raison pour laquelle sa sphère armillaire n'a pas survécu aux Tang:

« A jade balancing mechanism (yu heng)(ie. the escapement) is erected behind (lit. outside) a curtain, holding and resisting (chhih o) the main scoops (shu tou). Water pours down rotating the wheel (chu shui chi lun). Lower, there is a cog-wheel (chi lun) with 43 (teeth). There are also hooks, pins, and interlocking rods one holding another (kou chien chiao tsho hsiang chhih). Each (wheel) moves the next without reliance on any human force. The fastest wheel turns round each day through 2928 teeth (chhih), the slowest one moves by 1 tooth in every 5 days. Such a great difference is there between the speed of the wheels, yet all of them depend on one single driving mechanism. In precision, the engine can be compared with Nature itself (lit. the maker of all things; tsao wu che). As for the rest, it is much the same as the apparatus made (long ago) by I-Hsing. But that old design employed mainly bronze and iron, which corroded and rusted so that the machine ceased to be able to move automatically. The modern plan substitutes hard wood for these parts, as beautiful as jade… »

Voici ce que disent les textes de la dynastie Tang datant du IXe siècle, sur le travail de Yi Xing, les instruments astronomiques du VIIIe siècle et le destin de sa sphére armillaire:

« One (of these) was made in the image of the round heavens (yuan thien chih hsiang) and on it were shown the lunar mansions (hsiu) in their order, the equator and the degrees of the heavenly circumference. Water, flowing (into scoops), turned a wheel automatically (chu shui chi lun, ling chhi tzu chuan), rotating it (the sphere) one complete revolution in one day and night. Besides this, there were two rings (lit. wheels) fitted round the celestial (sphere) outside, having the sun and moon threaded on them, and there were made to move in circling orbit (ling te yun hsing). Each day as the celestial (sphere) turned one revolution westwards, the sun made its way one degree eastwards, and the moon 13 and 7/19 degrees (eastwards). After 29 and a fraction rotations (of the celestial sphere) the sun and moon met. After it made 365 rotations the sun accomplished its complete circuit. And they made a wooden casing the surface of which represented the horizon, since the instrument was half sunk in it. This permitted the exact determinations of the times of dawns and dusks, full and new moons, tarrying and hurrying. Moreover there were two wooden jacks standing on the horizon surface, having one a bell and the other a drum in front of it, the bell being struck automatically to indicate the hours, and the drum being beaten automatically to indicate the quarters. »

« All these motions were brought about (by machinery) within the casing, each depending on wheels and shafts (lun chu), hooks, pins and interlocking rods (kou chien chiao tsho), coupling devices and locks checking mutually (kuan so hsiang chhih)(ie. the escapement). Since (the clock) showed good agreement with the Tao of Heaven, everyone at that time praised its ingenuity. When it was all completed (in +725) it was called the 'Water-Driven Spherical Bird's-Eye-View Map of the Heavens (Shui Yun Hun Thien Fu Shih Thu) or 'Celestial Sphere Model Water-Engine' and was set up in front of the Wu Chheng Hall (of the Palace) to be seen by the multitude of officials. Candidates in the imperial examinations (in +730) were asked to write an essay on the new armillary (clock). But not very long afterwards the mechanism of bronze and iron began to corrode and rust, so that the instrument could no longer rotate automatically. It was therefore relegated to the (museum of the) College of All Sages (Chi Hsien Yuan) and went out of use. »

## Bouddhisme

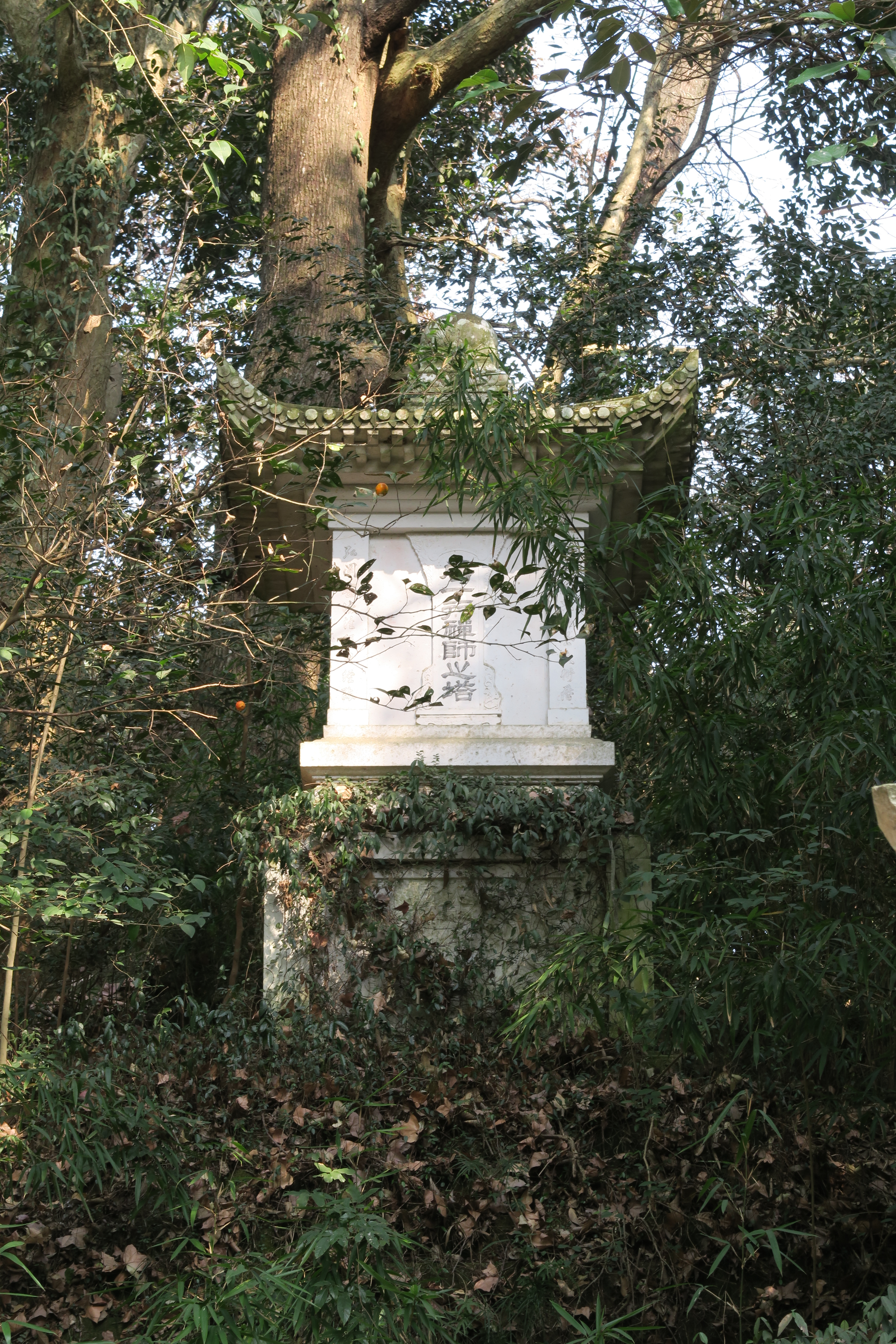
Pagode commémorative du moine Yi Xing.

Bien qu'appartenant à l'école Chan du nord, il a été élève du maître tantrique indien Shubhakarasimha ce qui l'a amené par la suite à écrire un commentaire sur le Maha Vairochana Sutra. Ce travail a eu une influence forte sur le moine japonais Kūkai fondateur du Bouddhisme Shingon.
Il a effectué un très long pèlerinage en Inde, par la mer, en passant par l'empire de Sriwijaya, dont il a fait le récit, tout comme son presque contemporain, le moine Xuanzang. Ces récits très détaillés nous renseignent ainsi sur la vie et les monuments bouddhistes visibles au VIIe siècle.

## Hommage
L'astéroïde (1972) Yi Xing a été nommé ainsi en hommage à l'astronome chinois.
Au temple bouddhiste Tiantai de Guoqing, situé au mont Tiantai dans la province de Zhejiang, il y a une pagode érigée juste à l'extérieur du temple, qui est connue comme étant la pagode commémorative du moine Yi Xing. Son tombeau est également situé sur le mont Tiantai.